# 10月12日
10月12日（じゅうがつじゅうににち）は、グレゴリオ暦で年始から285日目（閏年では286日目）にあたり、年末まであと80日ある。

## できごと

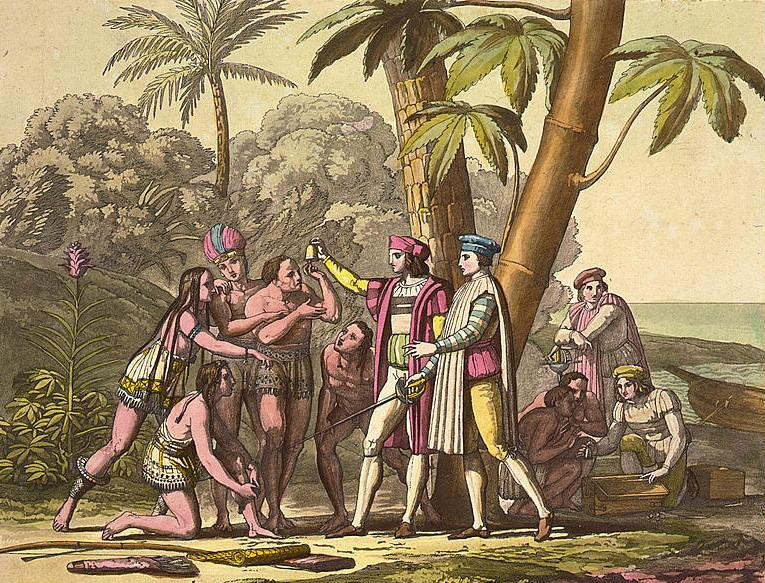
コロンブス一行が西インド諸島に初上陸(1492)。この後、原住民であるアラワク族は西インド諸島から駆逐される。

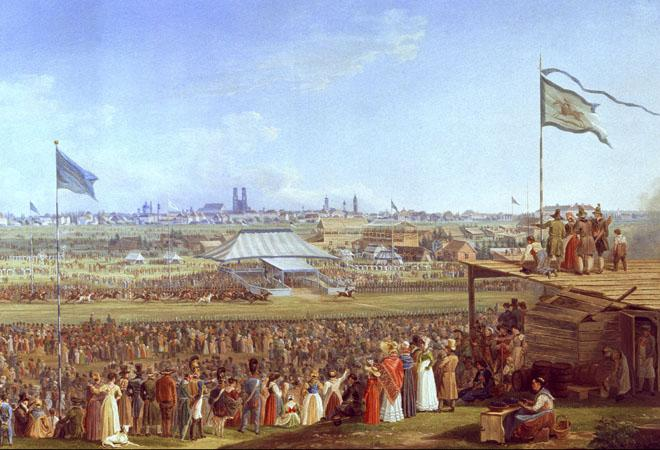
ミュンヘンにてオクトーバーフェスト初開催(1810)バイエルン王太子ルートヴィヒ結婚の祝祭が発端。

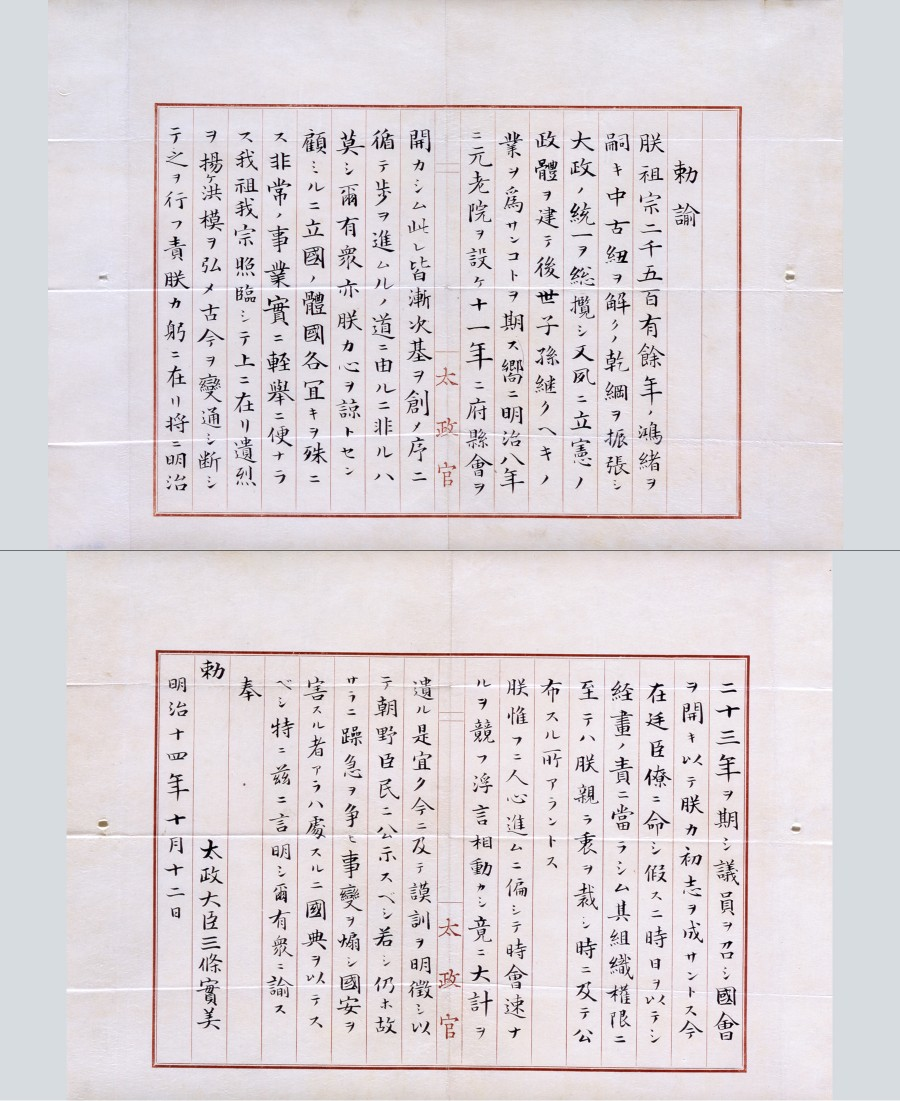
「国会開設の詔」発布(1881)。第一回帝国議会は1890年11月29日に開会された。

国土計画がプロ野球球団クラウンライターライオンズ(1977-1978)を買収、西武ライオンズ誕生(1978)。

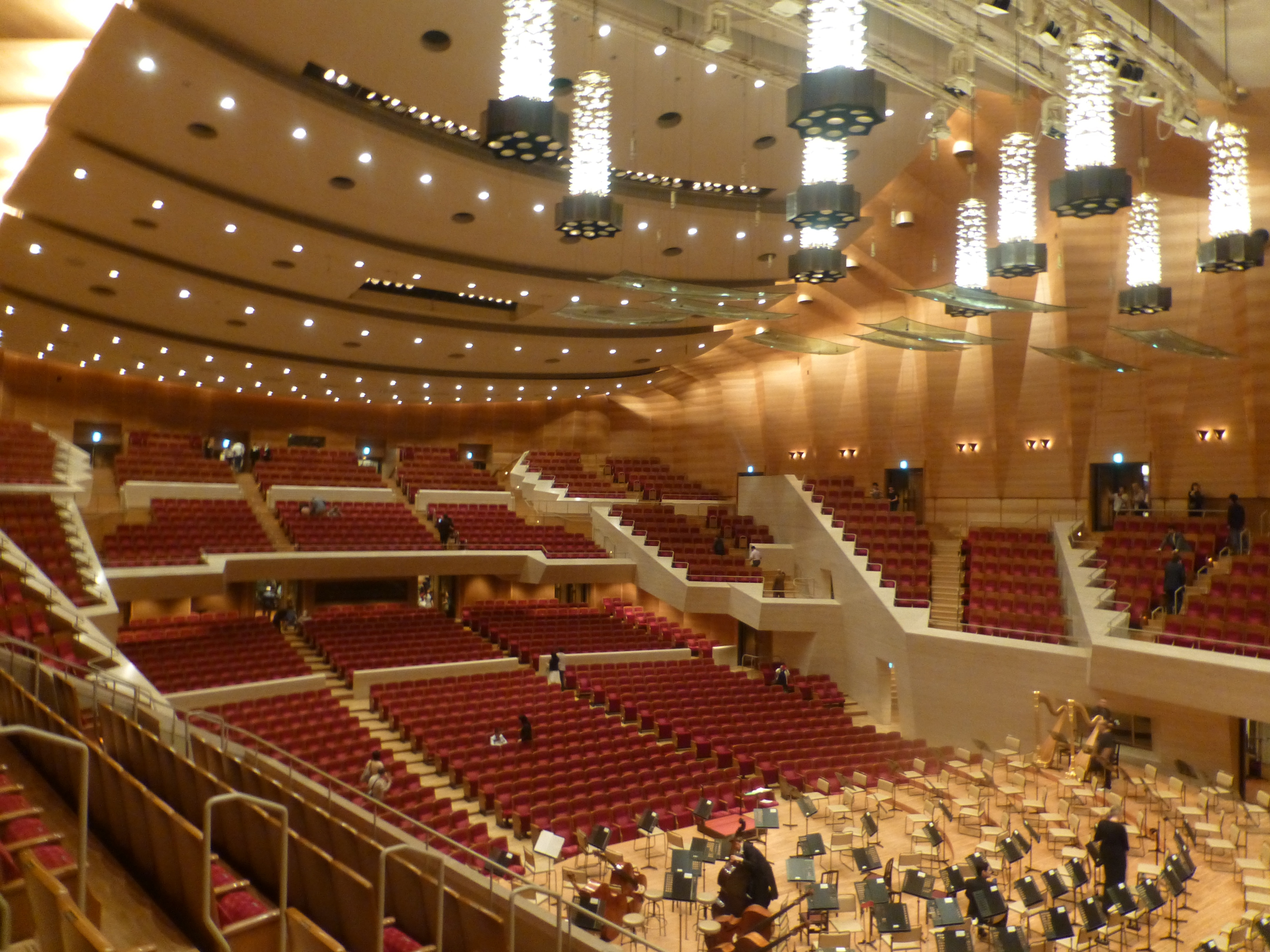
サントリーホール開場(1986)。

- 紀元前539年 - ペルシャ国王キュロス2世が新バビロニア王国の首都バビロンを占領。
- 1492年 - クリストファー・コロンブス率いるスペイン船隊が西インド諸島に初上陸。（ノルマン人以外のヨーロッパ人による「アメリカ大陸の発見」）
- 1654年 - デン・ハーグの南に位置するデルフトで弾薬庫の火薬が爆発。市街の4分の1が破壊され、100人以上が死亡。
- 1792年 - ニューヨークで初めてのコロンブス・デーが祝われる。
- 1810年 - ミュンヘンで第1回オクトーバーフェストが開かれる[1]。
- 1822年 - ペドロ1世が初代ブラジル皇帝に即位。
- 1868年（慶応4年8月27日） - 明治天皇の即位の礼を挙行。
- 1881年 - 日本で1890年に国会を開設する旨の「国会開設の詔」を発布。
- 1901年 - 米大統領セオドア・ルーズベルトが大統領府を正式にホワイトハウスと命名。
- 1919年 - 株式会社オリンパスが創設される。
- 1924年 - 荒川放水路が完成し通水式。
- 1928年 - ボストンの病院で人工呼吸器「鉄の肺」が初めて使われる。
- 1928年 - 東京松竹楽劇部（後の松竹歌劇団）を設立。
- 1939年 - 栃木県日光町内で、東武日光線の下り電車が脱線して河原へ転落。死者18人、負傷者87人[2]。
- 1940年 - 大政翼賛会が発足。
- 1943年 - 第二次世界大戦: 日本政府が「教育ニ関スル戦時非常措置方策」を決定。理工系・教員養成系以外の学生の徴兵猶予を停止。（学徒出陣）
- 1944年 - 台湾沖航空戦始まる。10月16日まで続き、アメリカ空母19隻を撃破したとの大本営発表が報道される。
- 1946年 - 終戦後、連合国軍最高司令官総司令部により停止されていた小学校の歴史の授業が再開[3]。
- 1953年 - ラジオ青森（RAB、現・青森放送）開局。
- 1956年 - 砂川事件: 立川基地拡張の為の砂川町第二次強制測量で警官と反対派が衝突。14日に政府が測量を断念。
- 1960年 - 浅沼稲次郎暗殺事件。日比谷公会堂で行われていた三党立会演説会で右翼青年の山口二矢が浅沼稲次郎日本社会党委員長を刺殺。
- 1960年 - 靴叩き事件。国連総会で、ソ連が提出した「植民地主義非難決議」に反対するフィリピンのロレンソ・スムロンの演説を、ニキータ・フルシチョフが靴で机を叩いて妨害。
- 1964年 - ソ連が初の3人乗り宇宙船「ヴォスホート1号」を打ち上げ。
- 1968年 - 赤道ギニアがスペインから独立。
- 1968年 - 第19回夏季オリンピック・メキシコシティオリンピックが開幕。
- 1970年 - ベトナム戦争: 米大統領リチャード・ニクソンが、クリスマスまでに4万人以上を撤兵させると表明。
- 1971年 - ペルセポリスでイラン建国二千五百年祭典がはじまり、16日まで行事が続いた。
- 1974年 - 読売ジャイアンツの長嶋茂雄が現役引退を表明。
- 1976年 - 最高裁が、財田川事件で死刑判決を受けた男性の再審請求を認め、審議を高松地裁に差戻し。1984年に無罪判決。
- 1978年 - 国土計画がプロ野球球団クラウンライターライオンズを買収し、本拠地を福岡から埼玉・所沢へ移転することを発表。翌シーズンから西武ライオンズとなる。
- 1979年 - ダグラス・アダムスの銀河ヒッチハイク・ガイドシリーズの第1作『銀河ヒッチハイク・ガイド』が刊行。
- 1979年 - 台風20号により沖ノ鳥島南東で870hPaを観測。海上における世界で最も低い中心気圧の台風。
- 1983年 - ロッキード事件裁判（丸紅ルート）の第一審で、元内閣総理大臣の田中角栄に懲役4年・追徴金5億円の有罪判決。
- 1984年 - ブライトンホテル爆破事件（英語版）
- 1986年 - サントリーホールが開場。
- 1987年 - マサチューセッツ工科大学の利根川進がノーベル生理学・医学賞受賞。
- 1994年 - アメリカの金星探査機「マゼラン」が金星大気に突入し消滅。
- 1997年 - 大月駅列車衝突事故。JR中央線の大月駅構内で、特急列車と回送列車が衝突し脱線。
- 1997年 - 京都市営地下鉄東西線醍醐駅 - 二条駅間が開業。ならびに京阪京津線京津三条駅 - 御陵駅間が廃止。
- 1999年 - パキスタンでパルヴェーズ・ムシャラフ陸軍参謀長が無血クーデター。
- 1999年 - 国連の推計で、この日に世界の人口が60億人を超えたとされていた[注 1]。
- 2000年 - 米艦コール襲撃事件発生。イエメンのアデン港でアルカーイダメンバーによる自爆テロ。米兵17名が死亡。
- 2002年 - バリ島爆弾テロ事件 (2002年): インドネシアバリ島のナイトクラブで爆弾テロ。202人が死亡、300人以上が重軽傷。
- 2004年 - 山梨県笛吹市が市制施行。鹿児島県川内市ほかの合併により薩摩川内市が発足。
- 2005年 - 中国が有人宇宙船「神舟6号」を打ち上げ。
- 2006年 - 靖国神社の鎮霊社が32年ぶりに一般公開される。
- 2006年 - 北海道日本ハムファイターズがプレーオフ第二ステージで福岡ソフトバンクホークスを破り25年ぶりの優勝を果たす。
- 2008年 - リトアニアで議会選挙第1回投票と原発操業をめぐる国民投票が同時に実施される。国民投票は投票率が50%に満たず無効となる。
- 2016年 - 新座洞道火災事故発生。都心部56万戸の大規模停電。
- 2017年 - 富山県で世界で5種目となる新種のクリオネが確認される。
- 2019年 - 令和元年東日本台風（台風19号）[5]による豪雨に際して12都県に大雨特別警報が発令される。
- 2024年 - 日本の大学生五人(青山学院大学、中央大学、東京大学、立教大学(立教大学は二人))がヒマラヤ山脈の未踏峰プンギ峰への世界初登頂に成功する。

## 誕生日

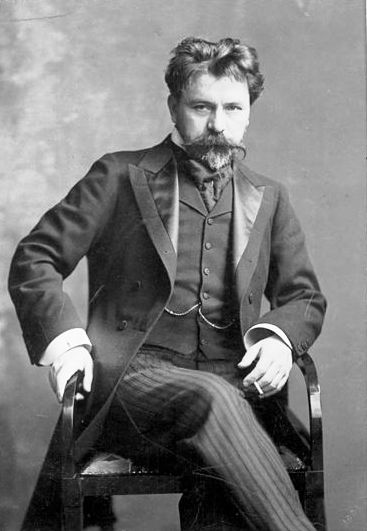
オーストリア帝国のハンガリー人指揮者アルトゥル・ニキシュ(1855-1922)誕生。ベルリン・フィルハーモニー管弦楽団常任指揮者。

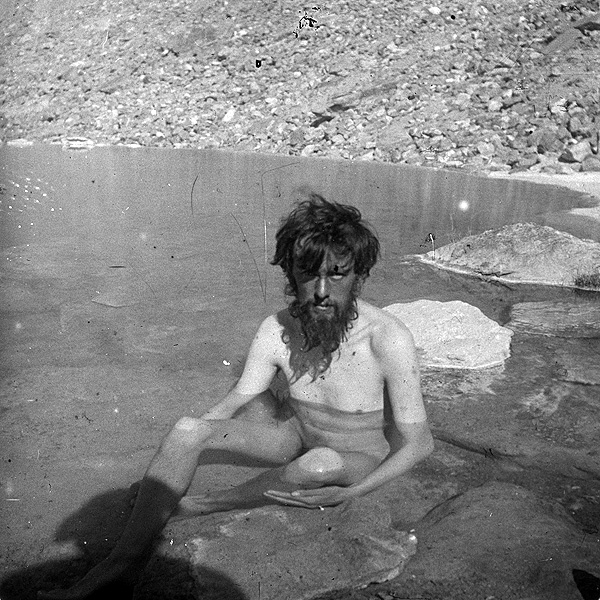
オカルティストアレイスター・クロウリー(1875-1947)誕生。

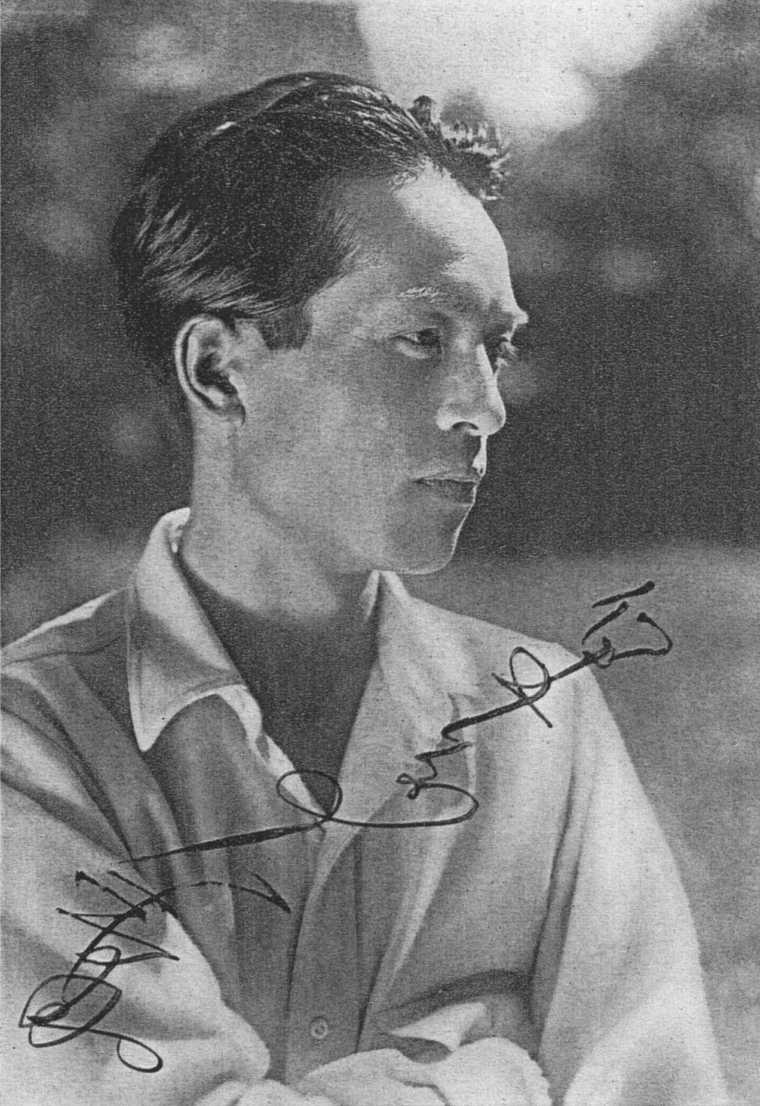
時代劇映画の礎を築いた映画監督伊藤大輔(1898-1981)誕生。

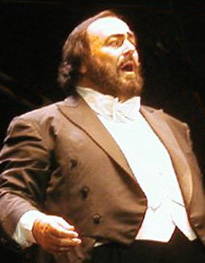
三大テノールの1人、テノール歌手 ルチアーノ・パヴァロッティ(1935-2007)誕生。

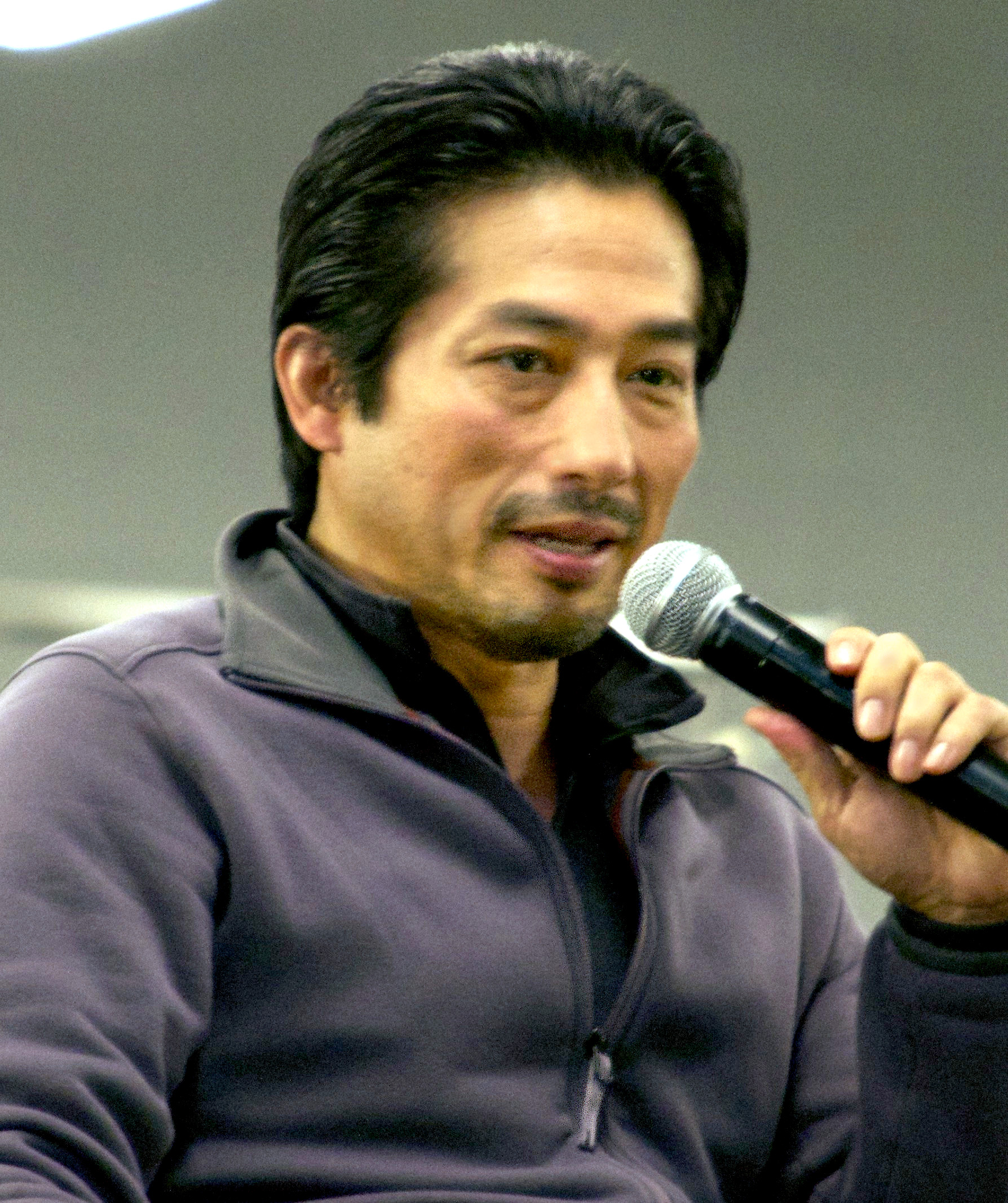
日本人初のエミー賞主演男優賞を受賞した俳優真田広之(1960-)誕生。

- 1533年（天文元年9月24日） - 朝倉義景、戦国時代の大名（+ 1573年）
- 1537年 - エドワード6世、イングランド国王（+ 1553年）
- 1685年（貞享2年9月15日） - 石田梅岩、思想家（+ 1744年）
- 1687年 - シルヴィウス・レオポルト・ヴァイス、作曲家（+ 1750年）
- 1798年 - ペドロ1世、初代ブラジル皇帝（+ 1834年）
- 1803年 (享和3年8月27日) - 丹羽長富、第12代二本松藩主 (+ 1866年)
- 1855年 - アルトゥル・ニキシュ、指揮者（+ 1922年）
- 1861年（文久元年9月9日） - 藤沢利喜太郎、数学者（+ 1933年）
- 1863年（文久3年8月30日） - 原田直次郎、洋画家（+ 1899年）
- 1865年 - アーサー・ハーデン、化学者 (+ 1940年)
- 1868年 - アウグスト・ホルヒ、アウディ創業者（+ 1951年）
- 1869年（明治2年9月8日） - 木下尚江、作家（+ 1937年）
- 1869年 - マラカイ・キットリッジ、元プロ野球選手（+ 1928年）
- 1872年 - レイフ・ヴォーン・ウィリアムズ、作曲家（+ 1958年）
- 1875年 - アレイスター・クロウリー、神秘主義者（+ 1947年）
- 1878年 - 三沢糾、教育者（+ 1942年）
- 1886年 - 坂東彦三郎 (6代目)、歌舞伎役者（+ 1938年）
- 1891年 - 近衛文麿、政治家、第34,38,39代内閣総理大臣（+ 1945年）
- 1891年 - エーディト・シュタイン、カルメル会修道女、哲学者（+ 1942年）
- 1892年 - 南部修太郎、小説家（+ 1936年）
- 1892年 - 橘小夢[6]、画家（+ 1970年）
- 1898年 - オスカル・ウプラウス、サッカー選手（+ 1968年）
- 1903年 - 高木恭造、方言詩人（+ 1987年）
- 1903年 - 中岡艮一、ムスリム、原敬暗殺犯（+ 1980年）
- 1903年 - 新橋喜代三、歌手、芸者（+ 1963年）
- 1905年 - リック・フェレル、元プロ野球選手（+ 1995年）
- 1906年 - ジョー・クローニン、元プロ野球選手（+ 1984年）
- 1910年 - 高野三郎、作家（+ 1989年）
- 1911年 - マリベル・ビンソン、フィギュアスケート選手（+ 1961年）
- 1911年 - 島本義文、プロ野球選手（+ 没年不詳）
- 1913年 - 小島利男、元プロ野球選手（+ 1969年）
- 1915年 - 島谷一美、柔道家、レスリング選手（+ 2005年）
- 1917年 - 筒井修、元プロ野球選手（+ 1990年）
- 1920年 - 真板益夫、教育者（+ 2015年）
- 1921年 - アート・クローキー、アニメーター（+ 2010年）
- 1926年 - 松本英彦、テナーサックス奏者（+ 2000年）
- 1929年 - ナッピー・ブラウン、ブルース歌手（+ 2008年）
- 1930年 - 石渡照久、政治家
- 1931年 - 鈴木淑夫、エコノミスト、政治家
- 1931年 - オーレ＝ヨハン・ダール、計算機科学研究者（+ 2002年）
- 1932年 - 三浦雄一郎、スキー選手、登山家
- 1933年 - 竹内啓、経済学者、統計学者
- 1933年 - 佐々木信也、元プロ野球選手
- 1934年 - ジェイムズ・"シュガー・ボーイ"・クロフォード、R&Bシンガー（+ 2012年）
- 1935年 - 小坂佳隆[7]、元プロ野球選手（+ 1987年）
- 1935年 - ルチアーノ・パヴァロッティ、テノール歌手（＋ 2007年）
- 1936年 - 中真千子、女優、元宝塚歌劇団
- 1936年 - 成宮雄三、実業家、ナルミヤ・インターナショナル創業者
- 1936年 - 北良治、政治家、元北海道奈井江町長（+ 2021年）
- 1936年 - 江原真二郎、俳優（+ 2022年）
- 1937年 - ロバート・マンゴールド、美術家
- 1939年 - 尾畠春夫、ボランティア活動家
- 1939年 - 草間三郎、実業家、元セイコーエプソン社長
- 1939年 - 小林裕幸、教育者、元アナウンサー
- 1939年 - 漆畑勝久、元プロ野球選手
- 1939年 - 稲垣忠美、元プロ野球選手
- 1939年 - 山根明、ボクシング指導者、日本ボクシング連盟元会長（+ 2024年）
- 1942年 - 中山律子、ボウリング選手
- 1943年 - 三輪勝恵、声優、ナレーター（+ 2024年）
- 1944年 - 大仁邦彌、元サッカー選手、指導者
- 1946年 - 秋山仁、数学者
- 1946年 - 増尾好秋、ギタリスト
- 1947年 - 山根一眞、ジャーナリスト
- 1947年 - 尾崎亀重、元プロ野球選手
- 1948年 - 島田荘司、推理作家
- 1948年 - 柳家小袁治、落語家
- 1948年 - イーライ・ダンカー、俳優
- 1948年 - 戸井十月、作家、ルポライター（+ 2013年）
- 1949年 - ジャック・マルーフ、元プロ野球選手
- 1950年 - 鹿賀丈史、俳優
- 1953年 - 大八木治、高校野球指導者
- 1954年 - 平淑恵、女優、声優
- 1954年 - 原大輔、歌手
- 1958年 - 楠均、ミュージシャン
- 1959年 - いまみちともたか、ミュージシャン
- 1959年 - 東儀秀樹、雅楽演奏家
- 1959年 - 葉梨康弘、警察官僚、政治家、第106代法務大臣
- 1959年 - 本郷みつる、アニメーション監督
- 1960年 - 真田広之、俳優
- 1960年 - 須永司、アニメーション監督
- 1961年 - 横田浩、実業家、トクヤマ代表取締役社長
- 1961年 - アレクセイ・クドリン、政治家
- 1962年 - 桑島靖寛、空手家
- 1963年 - 今敏、アニメーション監督、漫画家（+ 2010年）
- 1964年 - 彦野利勝、元プロ野球選手
- 1965年 - 柳東士、俳優
- 1966年 - 石森則和、アナウンサー、パーソナリティー
- 1966年 - 中森明穂、元女優（+ 2019年）
- 1966年 - ロベルト・センシーニ、サッカー選手
- 1966年 - 弘山勉、元陸上競技選手、指導者
- 1967年 - 香田晋、歌手
- 1967年 - マイク・ディミュロ、メジャーリーグ審判員
- 1968年 - 吉田裕史、指揮者
- 1968年 - ヒュー・ジャックマン、俳優
- 1969年 - 川上真樹、シンガーソングライター、ボイストレーナー
- 1969年 - 滑川和男、アナウンサー
- 1970年 - 小林さやか、声優、女優
- 1970年 - Origa、歌手（+ 2015年）
- 1971年 - 岡﨑克哉、ミュージカル俳優
- 1972年 - 日高明大、ミュージシャン
- 1974年 - 荒城啓介、アイスホッケー選手、アイスホッケー監督
- 1974年 - アーロン・ロウ、フィギュアスケート選手
- 1974年 - フランソワーズ・ド・クロセー、ピアニスト
- 1975年 - 福永昇三、元プロラグビー選手、指導者
- 1975年 - 吉田千尋、元アナウンサー
- 1975年 - マリオン・ジョーンズ、元陸上競技選手
- 1977年 - 中村千怜、タレント、女優
- 1977年 - 本庄里恵子、アナウンサー
- 1977年 - 神谷宗幣、政治家、実業家
- 1978年 - 土屋伸之、お笑い芸人（ナイツ）
- 1978年 - 斉藤優、お笑い芸人（パラシュート部隊）
- 1978年 - 城雅子、声優
- 1979年 - ともさかりえ、女優、歌手
- 1979年 - 小畑由香里、ファッションモデル
- 1979年 - 花香よしあき、お笑いタレント、ものまねタレント
- 1979年 - 石川英司、総合格闘家
- 1979年 - 山路哲生、プロ野球審判員
- 1980年 - よしこさん、お笑いタレント（ワチュワナドゥ）
- 1980年 - 岩野吉樹、アナウンサー
- 1981年 - 名城信男、元プロボクサー
- 1982年 - 乙黒えり、女優
- 1982年 - 三井智映子、金融アナリスト
- 1982年 - ケイシー・マギー、元プロ野球選手
- 1984年 - 仲暁子、実業家、ウォンテッドリー創業者
- 1984年 - ジェイミー・ヴァーナー、元総合格闘家
- 1985年 - 前田由紀、歌手（元Whiteberry）
- 1985年 - 永田沙紀、女優
- 1985年 - コアラ小嵐、お笑い芸人（超新塾）
- 1985年 - 涼風花、書家
- 1985年 - 田中俊則、フットサル選手
- 1985年 - 輪島射矢、元バスケットボール選手、指導者
- 1985年 - グレイグ・レイドロー、ラグビー選手
- 1985年 - ミシェル・カーター、陸上競技選手
- 1986年 - 小林真秀、フリークライマー
- 1986年 - ダニエル・ヘルマン、フィギュアスケート選手
- 1987年 - 柿澤勇人、俳優
- 1987年 - NIKIIE、シンガーソングライター
- 1987年 - 安藤麻里、プロボクサー
- 1987年 - 高雄恵利加、元プロテニス選手
- 1988年 - 藤原ひとみ、女優
- 1988年 - 山本翔也、元プロ野球選手
- 1989年 - 近江谷杏菜、カーリング選手
- 1989年 - 橋本真人、サッカー選手
- 1989年 - 水野佐彩、歌手
- 1989年 - フランシスコ・ペーニャ、プロ野球選手
- 1990年 - 小林よう、ファッションモデル
- 1990年 - 末永佳子、グラビアアイドル
- 1990年 - 三田羽衣、グラビアアイドル、女優
- 1990年 - 堀口恭司、総合格闘家
- 1990年 - 村山廉、ラグビー選手
- 1990年 - 松本竜一、元俳優
- 1990年 - ヘンリ・ランスベリー、サッカー選手
- 1991年 - 楠世蓮、タレント、モデル
- 1991年 - 山口恵梨子、女流棋士 (将棋)
- 1991年 - 井上由惟子、サッカー選手
- 1991年 - 山田龍之介、ラグビー選手
- 1992年 - 花乃まりあ、女優、元宝塚歌劇団花組トップ娘役
- 1992年 - 小林海青、サッカー選手
- 1992年 - 寺嶋寛大、元プロ野球選手
- 1993年 - 森咲樹、タレント、アイドル（元アップアップガールズ（仮））
- 1993年 - 藤松祥子、女優
- 1993年 - ソ・ガンジュン、俳優
- 1994年 - 有延大夢、卓球選手
- 1995年 - 荻野可鈴、モデル、アイドル（元夢みるアドレセンス）
- 1995年 - 岩瀬唯奈、モデル、コスプレイヤー
- 1996年 - 伊藤美来、声優、歌手（Pyxis）
- 1996年 - 芹沢まりな、モデル、レースクイーン
- 1996年 - リーシェドリー・バズール、サッカー選手
- 1997年 - 持田千妃来、歌手（元NICE GIRL プロジェクト!）
- 1997年 - 久富美海、アナウンサー
- 1997年 - 浅倉カンナ、総合格闘家
- 1997年 - 望月ゆの、元アイドル（元イースターガールズ）
- 1997年 - 須田アンナ、元ダンサー（元Happiness、元E-girls）
- 1998年 - 鬼塚雅、スノーボーダー
- 1998年 - 石田優美、アイドル、タレント（元NMB48）
- 1999年 - 大沼晶保、アイドル（櫻坂46）
- 1999年 - アユニ・D、歌手（PEDRO、元BiSH）
- 1999年 - 駒田早代、三味線奏者
- 1999年 - 栃大海雄、大相撲力士
- 2001年 - 松本ももな、アイドル（高嶺のなでしこ）
- 2001年 - 宮部愛芽世、バレーボール選手
- 2001年 - レイモンド・オチョア、俳優
- 2004年 - 松井奏凪人、大相撲力士
- 2004年 - 平塚紗依、声優
- 2005年 - 那蘭のどか、アイドル（METAMUSE）
- 2005年 - 三木一眞、声優
- 2006年 - 龍、ダンサー（REAL AKIBA BOYZ)
- 2008年 - 清水香帆、モデル、女優
- 2009年 - YOYOKA、ドラム奏者、ミュージシャン
- 生年不詳 - 松阪ゆうき、歌手、元ものまねタレント
- 生年不詳 - 安藤ゆりあ、声優
- 生年不詳 - 岡田めぐみ、声優
- 生年不詳 - 齊藤未莉依、声優
- 生年不詳 - 福里達典、声優
- 生年不詳 - 森田理紗子、シンガーソングライター

## 忌日

狩野派絵師狩野永徳(1543-1590)没。画像は、皇居三の丸尚蔵館蔵唐獅子図屏風。

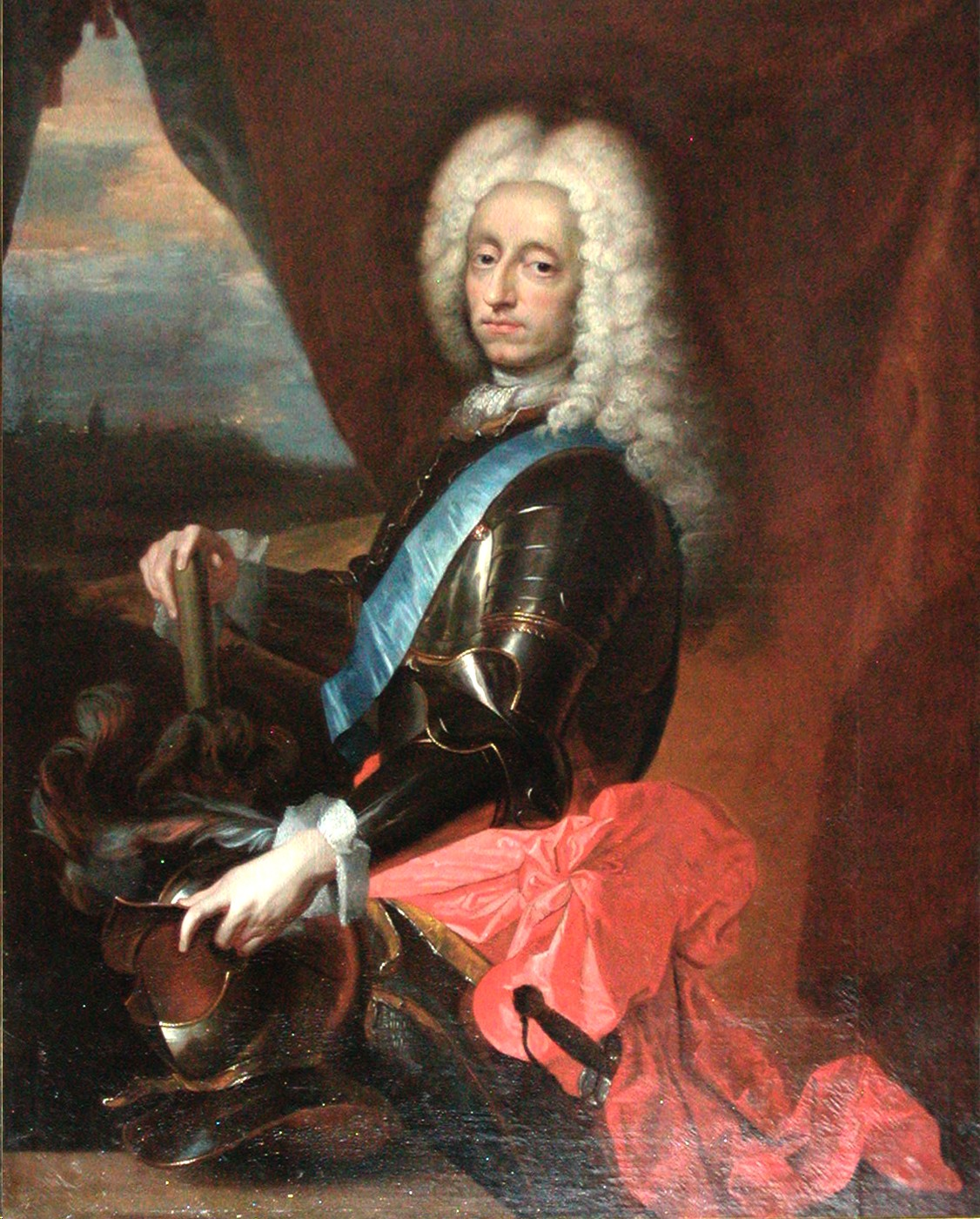
デンマーク＝ノルウェーの王フレデリク4世(1671-1730)没。

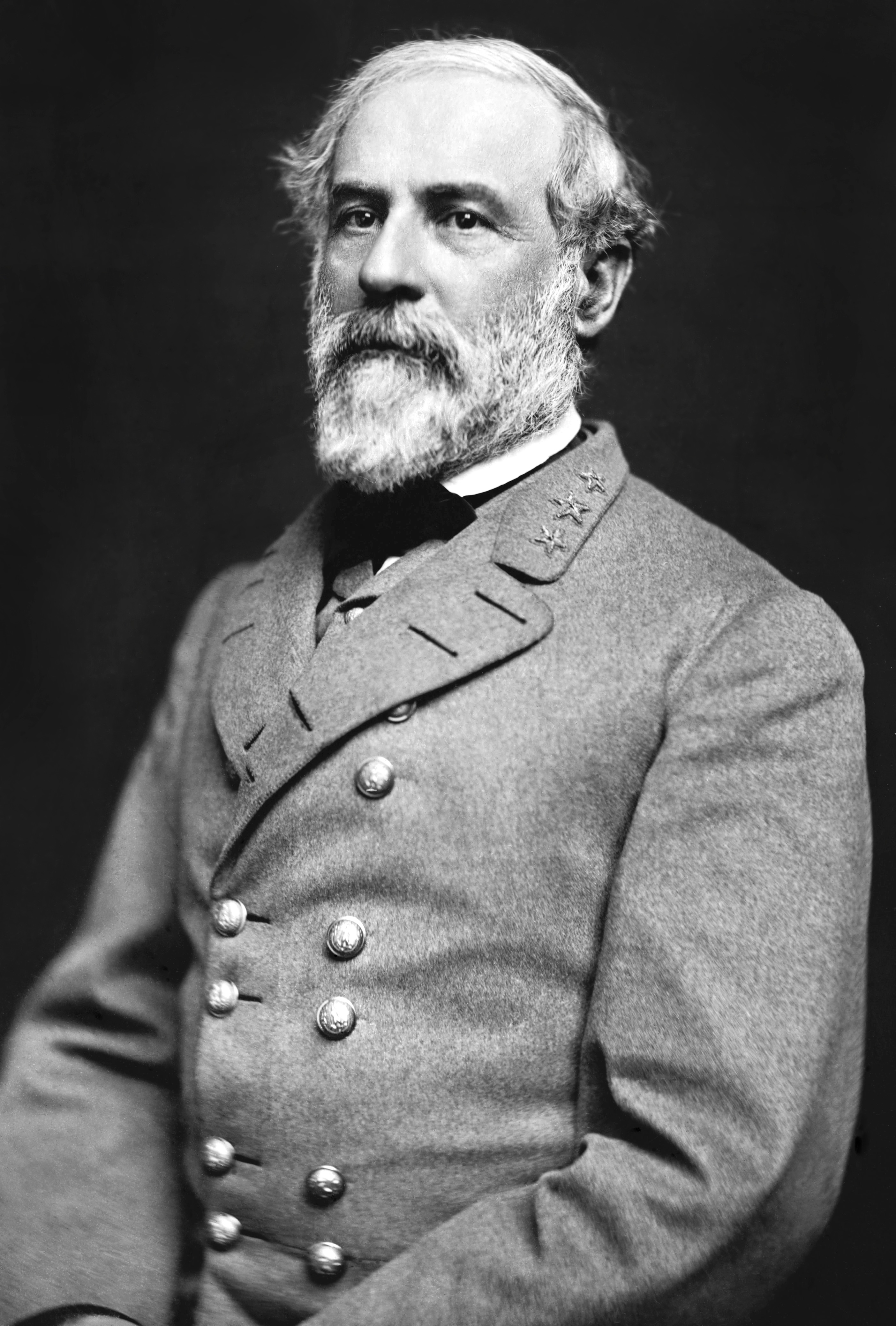
南北戦争における南軍の英雄ロバート・E・リー(1807-1870)没。

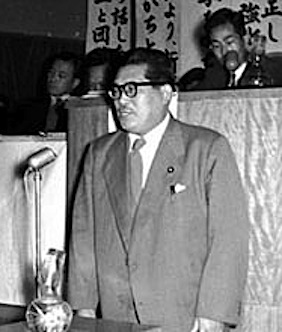
社会党委員長浅沼稲次郎(1898-1960)凶刃に斃れる。

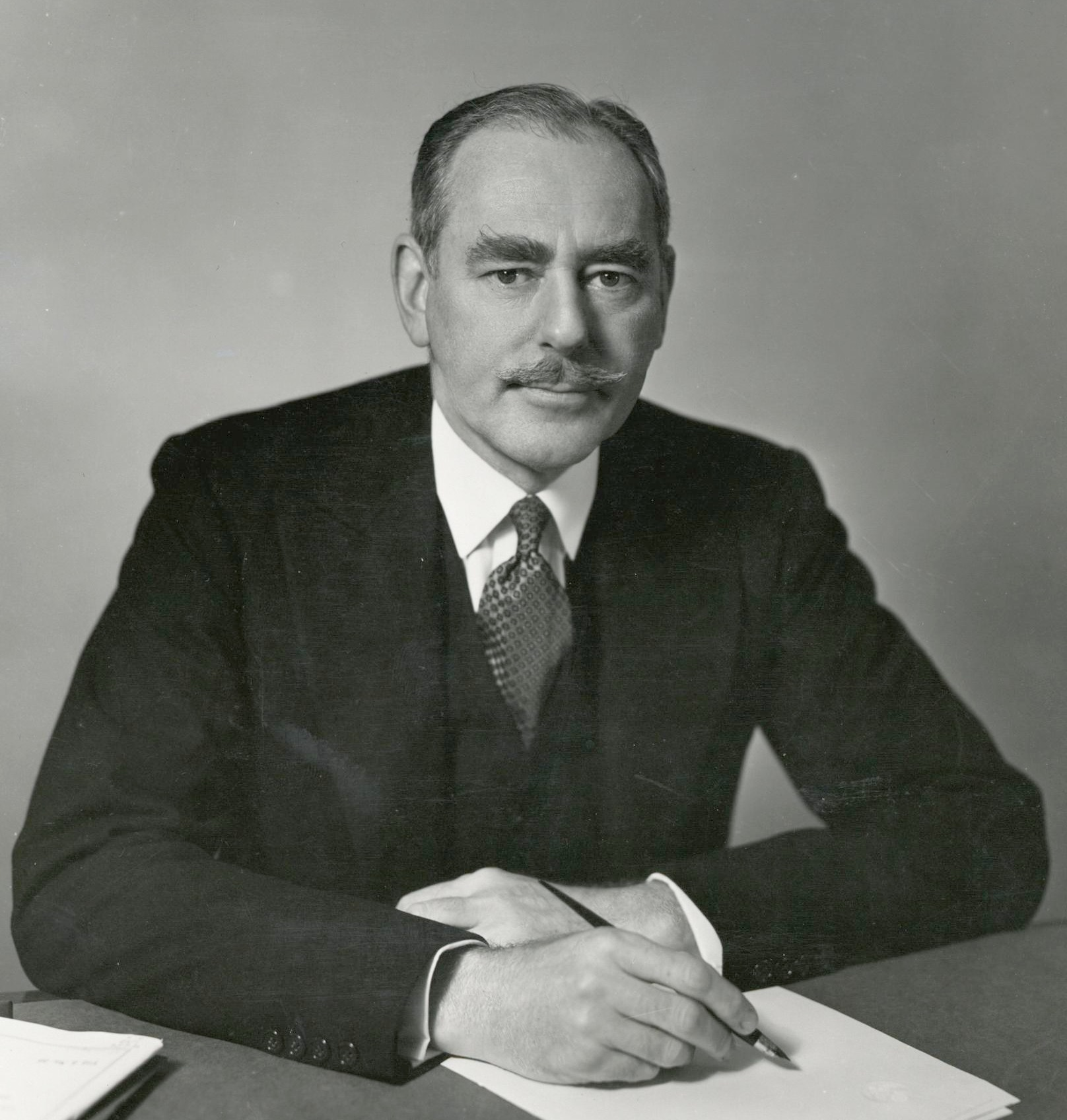
朝鮮戦争当時のアメリカ合衆国国務長官ディーン・アチソン(1893-1971)没。

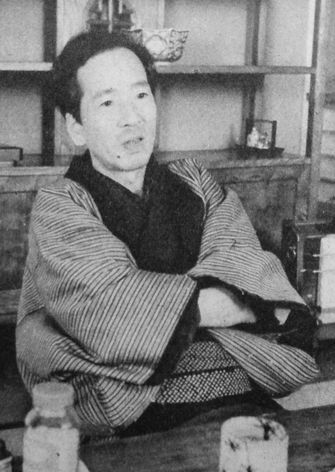
小説家、随筆家永井龍男(1904-1990)没。鎌倉文学館初代館長。

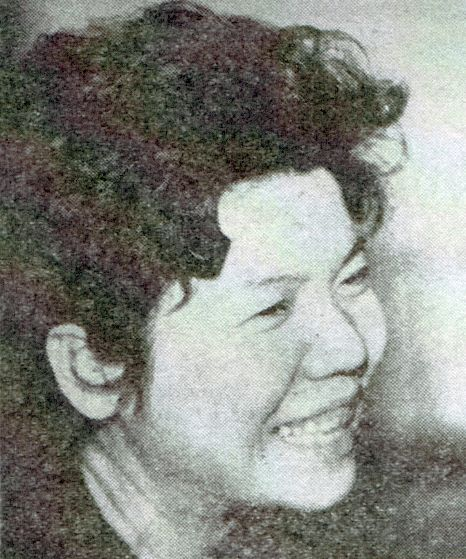
小説家三浦綾子(1922-1999)没。1964年朝日新聞社主催の1000万円懸賞小説に『氷点』が入選。難病を患いながら、夫婦で協力して多くの作品を残した。

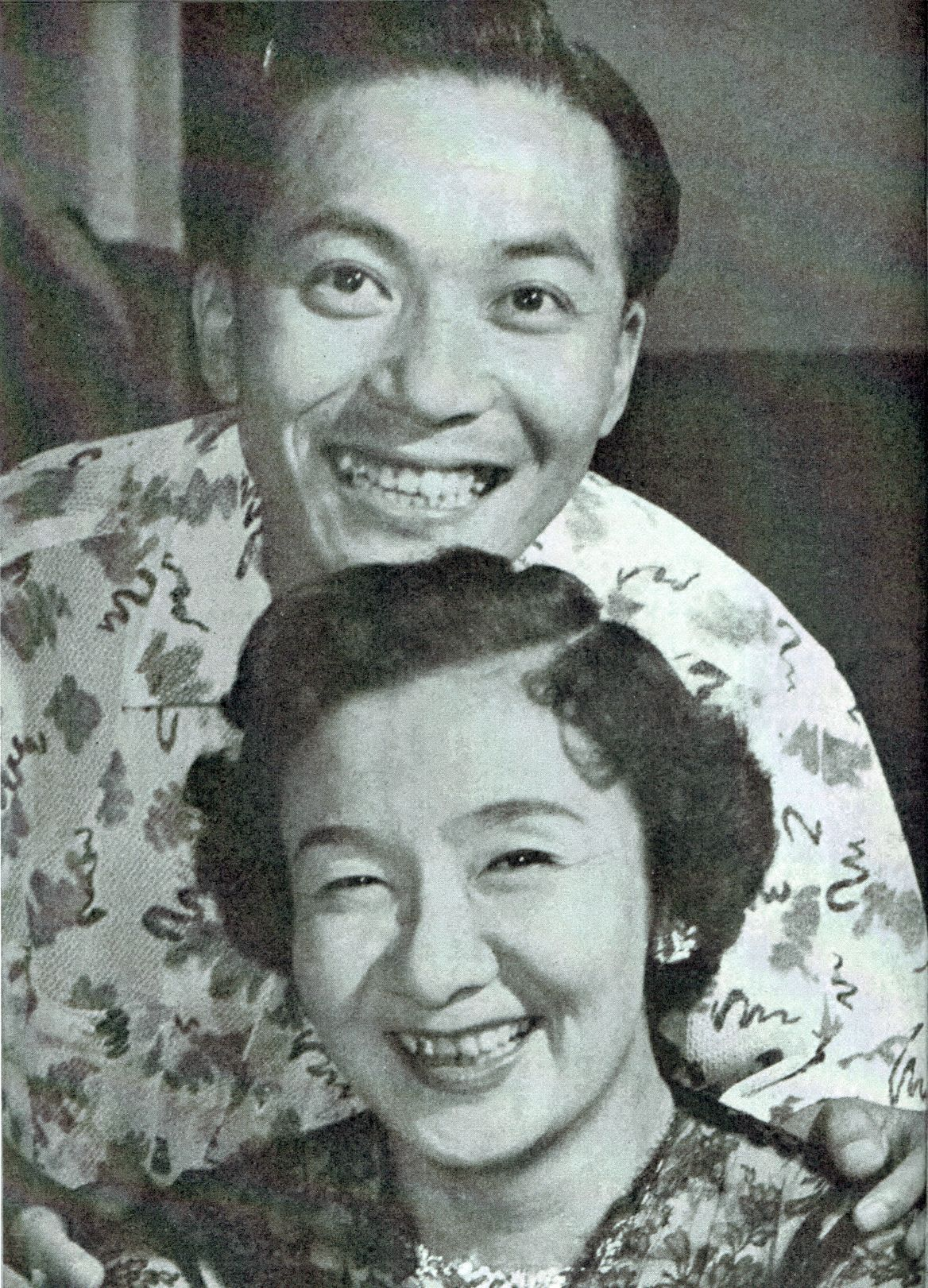
女優、漫才師、コメディエンヌミヤコ蝶々(1920-2000)没。画像は漫才の相方南都雄二（上）とミヤコ蝶々（下）。日向すゞ子の名で脚本、演出も手がけた。

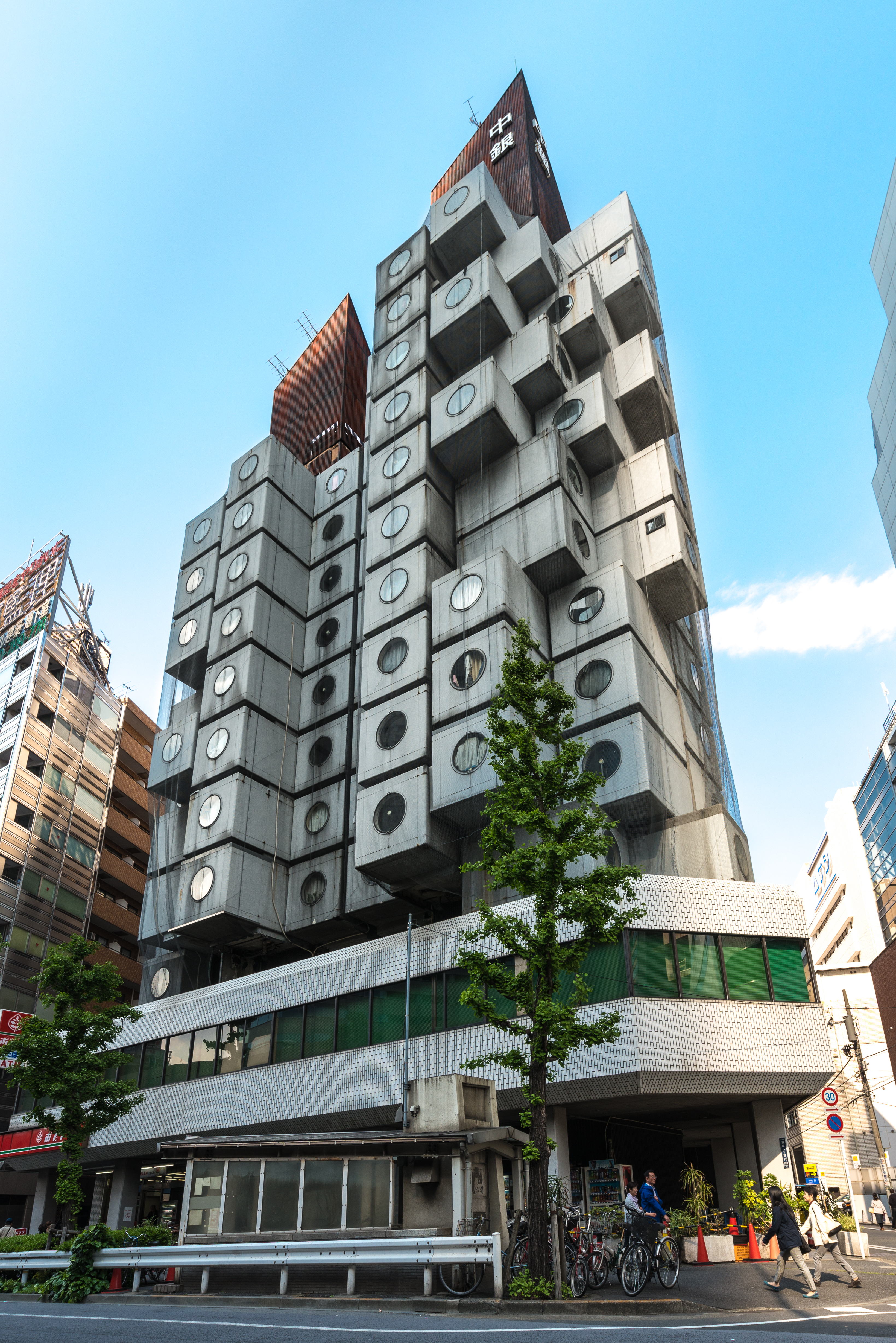
建築家、黒川紀章(1934-2007)没。画像は中銀カプセルタワービル。

- 1203年（建仁3年9月6日） - 仁田忠常、武将（* 1168年）
- 1320年 - ミカエル9世パレオロゴス、東ローマ皇帝（* 1277年）
- 1435年 - アグネス・ベルナウアー、バイエルン公アルブレヒトの妻 (* 1410年頃)
- 1492年 - ピエロ・デラ・フランチェスカ、画家（* 1412年）
- 1576年 - マクシミリアン2世、神聖ローマ皇帝（* 1527年）
- 1590年（天正18年9月4日） - 狩野永徳、狩野派絵師（* 1543年）
- 1632年（寛永9年8月29日） - 朽木元綱、戦国武将（* 1549年）
- 1654年 - カレル・ファブリティウス、画家（* 1622年）
- 1668年（寛文8年9月7日） - 片山良庵、軍学者（* 1601年）
- 1692年 - ジョヴァンニ・バティスタ・ヴィターリ、ヴァイオリニスト、歌手、作曲家（* 1632年）
- 1730年 - フレデリク4世、デンマーク王（* 1671年）
- 1746年（延享3年8月28日） - 富永仲基、思想家（* 1715年）
- 1761年 - ジュゼッペ・マッティア・ボルグニス（フランス語版）、画家（* 1701年）
- 1774年（安永3年9月8日） - 徳川治察、田安徳川家第2代当主（* 1753年）
- 1777年 - アレクサンドル・スマロコフ（英語版）、詩人、劇作家（* 1717年）
- 1791年 - アンナ・ルイザ・カルシュ（英語版）、詩人（* 1722年）
- 1825年 - ミュラー・フォン・ライヒェンシュタイン、化学者（* 1740年）
- 1845年 - エリザベス・フライ（英語版）、刑務所改革者（* 1780年）
- 1858年（安政5年9月6日） - 歌川広重、浮世絵師（* 1797年）
- 1859年 - ロバート・スチーブンソン、鉄道技術者、英国保守党下院議員（* 1803年）
- 1870年 - ロバート・E・リー、アメリカ連合国陸軍総司令官（* 1807年）
- 1875年 - ジャン＝バティスト・カルポー、彫刻家・画家（* 1827年）
- 1883年 - フランソワ・スタニスラス・クロエズ（英語版）、化学者（* 1817年）
- 1883年 - ジョン・ローレンス・スミス、化学者、鉱物学者（* 1818年）
- 1887年 - ダイナ・クレイク（英語版）、小説家、詩人（* 1826年）
- 1893年 - ニコライ・ズヴェーレフ、ピアニスト、音楽教師（* 1832年）
- 1915年 - イーディス・キャヴェル、看護師（* 1865年）
- 1916年 - ホレイス・グラント・アンダーウッド、宣教師、言語学者、教育者（* 1859年）
- 1920年 - 柳寛順、三・一独立運動の運動家（* 1902年）
- 1924年 - アナトール・フランス、小説家（* 1844年）
- 1931年 - 桜井勉、日本の天気予報創始者（* 1843年）
- 1931年 - アリス・パイク・バーニー、画家（* 1857年）
- 1933年 - アーサー・メイヨー・ロブソン（英語版）、外科医（* 1853年）
- 1934年 - ガートルード・ケーゼビア（英語版）、写真家（* 1852年）
- 1943年 - マックス・ヴェルトハイマー、心理学者（* 1880年）
- 1946年 - ジョセフ・スティルウェル、アメリカ陸軍の将軍（* 1883年）
- 1946年 - ジュゼッペ・アダーミ、劇作家（* 1878年）
- 1949年 - 河上清、ジャーナリスト（* 1873年）
- 1958年 - ゴードン・グリフィス（英語版）、映画プロデューサー（* 1907年）
- 1960年 - 浅沼稲次郎、社会党委員長（* 1898年）
- 1961年 - マルグリット・モノ（英語版）、作詞家、作曲家（* 1903年）
- 1965年 - パウル・ヘルマン・ミュラー、化学者（* 1899年）
- 1968年 - ハリー・ヘブナー（英語版）、水泳選手、水球選手、1912年ストックホルム五輪金メダリスト（* 1891年）
- 1969年 - ソニア・ヘニー、フィギュアスケート選手（* 1912年）
- 1971年 - 砂川捨丸、漫才師（砂川捨丸・中村春代）（* 1890年）
- 1971年 - ディーン・アチソン、第51代アメリカ合衆国国務長官（* 1893年）
- 1971年 - ジーン・ヴィンセント、ロカビリー歌手（ジーン・ヴィンセント&ヒズ・ブルー・キャップス）（* 1935年）
- 1973年 - 三島一、東洋史学者（* 1897年）
- 1977年 - 狩久、小説家（* 1922年）
- 1979年 - キャサリン・ブロジェット、化学者（* 1898年）
- 1983年 - アーニー・ロス、プロレスマネージャー（* 1929年）
- 1983年 - 堀内敬三、作曲家、作詞家（* 1897年）
- 1984年 - 御手洗毅、実業家、キヤノン初代社長（* 1901年）
- 1984年 - 山本吉兵衛、実業家、元資生堂社長（* 1918年）
- 1986年 - 植木昌一郎、脚本家（* 1922年）
- 1986年 - ノーム・キャッシュ、プロ野球選手（* 1934年）
- 1987年 - アルフレッド・ランドン、政治家、元カンザス州知事（* 1887年）
- 1988年 - 小林武治、政治家、元静岡県知事、第26代法務大臣、第26-27代郵政大臣、第38-39代厚生大臣（* 1899年）
- 1989年 - カーメン・キャバレロ、ピアニスト（* 1913年）
- 1990年 - 永井龍男、小説家、随筆家（* 1904年）
- 1990年 - 増沢洵、建築家（* 1925年）
- 1991年 - 大江満雄、詩人（* 1906年）
- 1991年 - アルカジイ・ストルガツキー、SF作家ストルガツキー兄弟の兄（* 1925年）
- 1992年 - 吉利和[8]、内科学者、浜松医科大学名誉教授、東京大学名誉教授（* 1913年）
- 1992年 - 甘利正、政治家、農業指導者（* 1914年）
- 1993年 - 井田誠一、作詞家（* 1908年）
- 1996年 - ルネ・ラコステ、テニス選手、ラコステ創業者（* 1904年）
- 1996年 - ロジェ・ラペビー、自転車競技選手（* 1911年）
- 1996年 - ミリセント・セルサム（英語版）、児童文学作家（* 1912年）
- 1997年 - 西郷吉之助、政治家、第25代法務大臣（* 1906年）
- 1997年 - 富谷龍一、自動車技術者、デザイナー、画家（* 1908年）
- 1997年 - ジョン・デンバー、シンガーソングライター（* 1943年）
- 1998年 - 佐多稲子、小説家（* 1904年）
- 1999年 - 三浦綾子、小説家（* 1922年）
- 1999年 - ウィルト・チェンバレン、バスケットボール選手（* 1936年）
- 2000年 - ミヤコ蝶々、女優、漫才師（* 1920年）
- 2001年 - 俊藤浩滋、映画プロデューサー（* 1916年）
- 2002年 - 関屋綾子、平和運動家、元日本YWCA会長（* 1915年）
- 2002年 - シドニー・W・ピンク、映画監督（* 1916年）
- 2002年 - レイ・コニフ、歌手、トロンボーン奏者（* 1916年）
- 2002年 - 桃井望、AV女優 （* 1978年）
- 2003年 - ウィリー・シューメーカー、騎手（* 1931年）
- 2003年 - 金城名輝、実業家、元オリオンビール社長（* 1935年）
- 2004年 - 小沢茂弘、映画監督、脚本家（* 1922年）
- 2004年 - 山平和彦、シンガーソングライター（* 1952年）
- 2005年 - 角梨枝子、女優（* 1928年）
- 2006年 - ジッロ・ポンテコルヴォ、映画監督（* 1919年）
- 2007年 - 小澤享[9]、実業家、かどや製油元社長（* 1928年）
- 2007年 - 黒川紀章、建築家 （* 1934年）
- 2007年 - ソー・ウィン、政治家、第10代ミャンマー首相（* 1947年）
- 2008年 - 井上ふみ、随筆家（* 1910年）
- 2009年 - アルベルト・カスタニェッティ、競泳選手、指導者（* 1943年）
- 2009年 - フランク・ヴァンデンブルック、自転車競技選手（* 1974年）
- 2009年 - サーカイ・ジョッキージム、プロボクサー（* 1990年）
- 2010年 - ベルヴァ・プレイン（英語版）、作家（* 1915年)
- 2010年 - 鈴木忠雄、実業家、元三楽(のちのメルシャン）社長（* 1930年)
- 2011年 - 渡部英麿、元サッカー選手、指導者、神職者（* 1924年）
- 2011年 - 斎藤憐、劇作家（* 1940年）
- 2011年 - デニス・リッチー、コンピュータ技術者、C言語開発者（* 1941年）
- 2012年 - 溝田弘利、実業家、政治家、エドモンズ大学日本校元理事長（* 1931年）
- 2012年 - 吉田かおり[10]、漫才師（西川まさと・吉田かおり）（* 1967年）
- 2013年 - ジョージ・ハービッグ、天文学者（* 1920年）
- 2013年 - 岡本雅晴[11]、出版人、元あかね書房社長（* 1944年）
- 2014年 - 石田治一郎、政治家（* 1937年）
- 2015年 - 鷲見康夫、抽象画家（* 1925年）
- 2015年 - 熊倉一雄、俳優、声優、演出家（* 1927年）
- 2015年 - 香取環、女優（* 1938年）
- 2015年 - リカルド・カルドナ、プロボクサー、第2代WBAスーパーバンタム級王者（* 1952年）
- 2016年 - 西田正則、政治家、初代兵庫県たつの市長、旧龍野市長（* 1933年）
- 2017年 - 竹浪正造、絵日記作家、政治家、ツル多はげます会創設者（* 1918年）
- 2018年 - 小杉武久、作曲家、演奏家（* 1938年）
- 2018年 - 馬杉宗夫、西洋中世美術史家、武蔵野美術大学名誉教授（* 1942年）
- 2019年 - 丁石孫、数学者、政治家、元北京大学学長（* 1927年）
- 2019年 - 吉川貴久、警察官、射撃競技選手（* 1936年）
- 2019年 - ジェリー・マギー、ギタリスト（元ザ・ベンチャーズ）（* 1937年）
- 2019年 - ナンニ・ギャリ、レーシングドライバー（* 1940年）
- 2019年 - 中山仁、俳優（* 1942年）
- 2020年 - ロバータ・マケイン、慈善家（* 1912年）
- 2020年 - リトクワ・トメイン、政治家、第4代マーシャル諸島大統領（* 1939年）
- 2020年 - ジョン・ギブソン、ミュージシャン（フィリップ・グラス・アンサンブル（英語版））（* 1940年）
- 2020年 - コンチャータ・フェレル、女優（* 1943年）
- 2020年 - 森川正太、俳優（* 1953年）
- 2021年 - ドローレス・ベレス・ブラボー、スーパーセンテナリアン（* 1907年）
- 2021年 - 中根千枝、社会人類学者、東京大学名誉教授（* 1926年）
- 2021年 - 澁谷弘利[12]、実業家、澁谷工業元社長（* 1931年）
- 2021年 - 岡本鉄二[13]、漫画家（* 1933年）
- 2021年 - ブライアン・ゴールドナー、実業家、元ハズブロCEO（* 1963年）
- 2022年 - 大木英夫、神学者（* 1928年）
- 2022年 - ルーシャス・ジャクソン、バスケットボール選手（* 1941年）
- 2022年 - 中根猛、外交官（* 1949年）
- 2022年 - 北村克哉、ボディービルダー、プロレスラー、総合格闘家、YouTuber（* 1985年）
- 2023年 - 千草英子[14]、女優（* 1930年）
- 2023年 - 畑嶺明、脚本家（* 1943年）
- 2023年 - ルイス・ガラビート、シリアルキラー（* 1957年）
- 2023年 - 中条比紗也、漫画家（* 1973年）
- 2024年 - リリアン・シュワルツ、芸術家（* 1927年）
- 2024年 - チャールズ・E・スポーク、実業家、元ナショナルセミコンダクターCEO（* 1927年）
- 2024年 - アレックス・サモンド、政治家、元スコットランド首相（* 1954年）

### 人物以外（動物など）
- 2017年 - グレープ、フンボルトペンギン（* 1996年）

## 記念日・年中行事
- 体育の日（ 日本、2009年・2015年）※10月第2月曜日。 ※2020年に「スポーツの日」と改称した。2020年の10月12日は第2月曜日だが、東京オリンピック開催予定だったためその年のみ7月24日に移動した。
- コロンブス・デー／ディスカバリー・デー／大陸発見記念日／新大陸発見の日（アメリカ大陸の各国）、イスパニアの日（ スペイン）/民族の日 (Día de la raza)
1492年10月12日に、サンタマリア号で航海していたコロンブスが新大陸アメリカに到達したことに由来。
- 聖母アパレシーダの日／子供の日（ ブラジル）
- 豆乳の日（ 日本）
日本豆乳協会が制定。10月は「体育の日」がある月であることから。12日は「とう(10)にゅう(2)」の語呂合せ。
- 芭蕉忌／時雨忌／桃青忌／翁忌（ 日本）
元禄7年10月12日（新暦1694年11月28日）に松尾芭蕉が亡くなったことに由来。
- 万灯行列・万灯奉納式（ 日本）
日蓮聖人は、弘安5年（1282年）10月13日遷化。日蓮宗総本山身延山久遠寺では、日蓮聖人を偲び、命日の前の晩に、万灯行列が行われる。万灯行列とは、日蓮聖人が亡くなる時、季節外れの秋に一斉に桜が咲いたという言い伝えに基づくお祭りで、満開の桜をかたどった「万燈」が、信徒らとともに身延山総門から久遠寺までの2ｋｍの道のりを練り歩く[15][16]。